# Бојковице
Бојковице (чеш. Bojkovice) град је у Чешкој Републици. Град се налази у управној јединици Злински крај, у оквиру којег припада округу Ухерско Храдиште.

## Становништво
Према подацима о броју становника из 2014. године град је имао 4.464 становника.